# Trendlebensmittel
Unter Trendlebensmitteln versteht man Lebensmittel, deren Konsum einem modebedingten Boom folgend in einem bestimmten Zeitraum stark zunimmt oder die überhaupt erst neu auf den Markt kommen und sich von dem bisherigen Angebot an Lebensmitteln unterscheiden. Ernährungstrends werden von Wissenschaftlern und Marktforschern aus verschiedenen Gründen untersucht. Dabei gibt es nur wenige weltweit einheitliche Trends auf dem Lebensmittelmarkt; die Vorlieben in Bezug auf Ernährung in Asien sind nicht identisch mit denen in Europa oder in den Vereinigten Staaten.

## Internationale Trends
Als weltweite Lebensmitteltrends für das Jahr 2004 hat eine Studie ermittelt:
- Produkte, die eine Förderung der Gesundheit versprechen, zum Beispiel Functional Food, „Superfoods“
- so genannte Fertignahrung
- Sojadrinks und Trinkjoghurt
- Tiefkühlkost
- Mineralwasser

Für die Vereinigten Staaten hat Janice Schindeler im Jahr 2004 in der Zeitung Houston Chronicle folgende „Hitliste“ der Trendlebensmittel aufgestellt:
- Ingwer
- Wasabi
- Tee
- Mayonnaise und Käse
- Retro-Marken wie Afri-Cola
- Microgreens (Sellerie, Koriander, Schwarzwurzeln)
- Low-Carb-Produkte
- Granatapfel-Saft
- Tafelwasser

Ernährungstrends 2005–2015:
Im Rahmen einer französischen Lebensmittelmesse wurden im Jahr 2014 28 Medien aus aller Welt bezüglich der Top Lebensmitteltrends befragt:
1. Convenience (hochwertige Fertiggerichte)
2. Health & Nutrition
3. Lebensmittel aus der Region
4. „Magische“ Inhaltsstoffe (Inhaltsstoffe, denen besondere Eigenschaften zugesprochen werden)
5. Premium – luxuriöse Lebensmittel
6. Selbst kochen – den Fernsehköchen nacheifern
7. Vorgefertigte Gewürzmischungen und Convenience mit exotischer Note
8. Neue Verpackungsgrößen (kleine für Singles, perfekte Größen z. B. fürs Büro)

## Trends im deutschsprachigen Raum
In Deutschland, Österreich und der Schweiz erscheinen regelmäßig Ernährungsberichte, in denen es jedoch vorwiegend um das allgemeine Ernährungsverhalten und die Nährstoffversorgung der Bevölkerung geht. Über aktuelle Trendlebensmittel sagen sie kaum etwas aus. Allerdings zeigen die Berichte, dass die Vorliebe für Fast Food vor allem bei jungen Leuten seit Jahrzehnten anhält.
Die aktuelle Marktforschung und eine Untersuchung von Ernährungswissenschaftlern aus dem Jahr 2005 nennen vor allem folgende Ernährungstrends:
- Functional Food und Nahrungsergänzungsmittel
- Fertigprodukte
- Biokost
- Fast Food
- Ethno-Food
- Light- bzw. Low-Fat-Produkte sowie Diät-Produkte

## Zutaten und Inhaltsstoffe

### „Gesunde“ Lebensmittel

#### Functional Food und Nahrungsergänzung
Lebensmittel, die einen besonderen Nutzen für die Gesundheit versprechen, finden sich in allen Veröffentlichungen zu Ernährungstrends. Dazu zählt insbesondere Functional Food. Dabei handelt es sich um Nahrungsmittel mit zugesetzten, häufig als besonders gesund beworbenen Inhaltsstoffen wie A-C-E-Fruchtsäfte, Lebensmittel mit Omega-3-Fettsäuren oder probiotischen Joghurt. Marktführer sind hier die funktionellen Milchprodukte. Nicht nur „gesund essen“, sondern „Gesundheit essen“ lautet das Motto der Konsumenten. Da es sich offenbar um einen Wachstumsmarkt mit positivem Image handelt, werden kontinuierlich neue Produkte mit Zusätzen eingeführt. Auch probiotisches Eis ist mittlerweile erhältlich.
Laut einer Studie liegt Deutschland in Europa beim Konsum von „Functional Food“ mit 37 % des europäischen Gesamtumsatzes an der Spitze. Etwa 60 % der deutschen Konsumenten stehen der Anreicherung von Lebensmitteln mit probiotischen Bakterienkulturen positiv gegenüber (Doris Hayn, 1998), auch der Zusatz von Vitaminen wird von vielen begrüßt. Nahrungsergänzungsmittel liegen ebenfalls im Trend; sie werden rechtlich zu den Lebensmitteln gezählt.
Hintergrund dieses Trends ist das wachsende Interesse eines Teils der Bevölkerung an „gesunder Ernährung“ und gesunder Lebensweise allgemein. Fast die Hälfte aller Befragten äußerte bei einer Umfrage der Lebensmittelzeitung, dass sie sehr auf gesunde Ernährung achte. Paradoxerweise steht dies im Gegensatz zum Ernährungsbericht der Deutschen Gesellschaft für Ernährung (DGE) aus dem Jahr 2004, in dem u. a. zu lesen ist, dass zwei Drittel aller Todesfälle auf falsche Ernährung zurückzuführen seien und der Durchschnitt nach wie vor zu fett, zu süß und zu viel isst.

#### Light- und Diät-Produkte
Unabhängig von den Ergebnissen der DGE, wonach 65 % der deutschen Männer und 55 % der Frauen Übergewicht haben, liegen so genannte „Light-Produkte“ und Produkte, die als fett- oder zucker- und daher energiereduziert gekennzeichnet sind, ebenfalls seit Jahren im Trend. In den Vereinigten Staaten gibt es ganze Low-Carb-Produktsortimente, ebenso wie Low-Fat-Lebensmittel. Allerdings wird in Deutschland nicht mehr so offensiv mit dem Schlagwort „Light“ geworben, da es nicht mehr in Mode ist. Begriffe wie „fettreduziert“, „zuckerfrei“ und „energiearm“ werden mit Verzicht assoziiert und haben ein weniger positives Image als beispielsweise das Schlagwort „Wellness“. Anders als in den Vereinigten Staaten sinken in Deutschland die Umsätze mit klassischen Diät-Produkten (Doris Hayn, 2005).

#### Biokost
Auch die Biokost gilt als Wachstumsmarkt, sowohl in den Vereinigten Staaten als auch in Deutschland. Bio-Lebensmittel gelten als besonders gesund. Das Marktforschungsinstitut „Datamonitor“ rechnet bis 2008 in den Vereinigten Staaten mit einer Verdoppelung der Umsätze und in Deutschland mit einem Umsatzplus von 54 %.

## Fertig- und Teilfertiggerichte
Fertiggerichte liegen oftmals in Form von Tiefkühlkost vor. Weltweit liegen diese Produkte im Trend. Trendforscher gehen davon aus, dass Kochen in Zukunft zu einem reinen Hobby wird, das vor allem am Wochenende eine Rolle spielt; in der Woche werden Mahlzeiten dann nur noch aufgewärmt oder kurz angerichtet. Weltweit gesehen führen die Vereinigten Staaten und Großbritannien beim Konsum von Fertigprodukten.
Der Konsum von Tiefkühlkost hat sich in Deutschland in den Jahren von 1975 bis 2005 vervierfacht auf einen Pro-Kopf-Verbrauch von über 37 kg pro Jahr. Allein der Absatz von Tiefkühlpizza hat sich in den letzten zehn Jahren mehr als verdoppelt (Quelle: Deutsches Tiefkühlinstitut). Nach Umfragen kauft ein Viertel der deutschen Verbraucher – vor allem alleinstehende – zumindest manchmal vorgefertigte Produkte. In rund 80 % der Haushalte gibt es Suppen aus der Tüte, in etwa der Hälfte Kuchen aus Backmischungen. Als Wachstumsmarkt gilt vor allem Chilled Food, vorgefertigte Lebensmittel aus dem Kühlregal.
Seit 2015 lässt sich ein Trend zu warmem Frühstücksbrei verzeichnen. Den Flockenmischungen, deren Bestandteile in der Regel feiner gemahlen oder stärker zerkleinert sind als bei herkömmlichen Müsli-Mischungen, muss in der Regel nur noch heißes Wasser zugefügt werden. Das unterscheidet den Frühstücksbrei auch vom Porridge.

### Speisen und Getränke zum Mitnehmen
Veränderungen im sogenannten Außer-Haus-Markt lassen sich am Wachstum einzelner Gastronomie-Ketten und deren Angebot ablesen. Innovative Produkte werden erstmals auf Gastronomie-Messen, wie zum Beispiel der HOGA oder der Internorga, vorgestellt.

#### Fast Food
Fast Food ist kein neuer Trend; der Begriff ist in den Vereinigten Staaten bereits in den 1950er Jahren entstanden. Dennoch kommt es auch in diesem Bereich zu neuen Entwicklungen, die in einigen Ländern den etablierten Fast-Food-Gerichten wie Currywurst, Hamburger, Döner und Pizza Konkurrenz machen. Zwar ist der Spitzenreiter bei den Speisen zum Mitnehmen in Deutschland noch immer das belegte Brötchen, doch spielen z. B. Wraps und Tacos eine wachsende Rolle.
Beobachtet wird in den letzten Jahren der Trend zu gehobenem Fast Food für anspruchsvollere Kunden, die durchaus auch gesundheitsbewusst sind, aber wenig Zeit zum Essen haben, z. B. in der Mittagspause. Von dieser Entwicklung profitiert unter anderem Sushi. Die gesündere Fast-Food-Variante wird auch Fast Casual genannt. In den Vereinigten Staaten haben sich bereits mehrere Gastronomieketten hierauf spezialisiert. In Europa gab es das erste Restaurant dieser Art namens Wagamama vor einigen Jahren in London; mittlerweile gibt es weltweit 60 Filialen. Inzwischen gibt es auch vegetarische Fast-Food-Menüs. McDonald’s hat seine Angebotspalette um Salate und Wraps erweitert.
Dass Fast Food bei jüngeren Leuten generell beliebt ist, hat nach Ansicht von Trendforschern vor allem damit zu tun, dass man es schnell nebenbei ohne Besteck essen kann, auch im Gehen. Die meisten dieser Gerichte seien weich und müssten kaum gekaut werden. Fett und Zucker – meistens reichlich enthalten – sind gute Geschmacksträger und Zucker wirkt schnell sättigend, wenn auch nur kurzfristig. Oft sind auch Geschmacksverstärker wie Natriumglutamat zugesetzt.

#### „Coffee to go“
Laut einer Pressemitteilung der Internorga 2007 gibt es in Deutschland eine wachsende Nachfrage nach Kaffee zum Mitnehmen und so genanntem „flavored coffee“, also Kaffee mit Aromazusatz in verschiedenen Geschmacksrichtungen wie z. B. Vanille, Zimt oder Nuss. Einem Bericht der Wochenzeitung Die Zeit zufolge zeichnete sich ab 2007 ein Boom der Coffee-Shops in Deutschland ab. In Deutschland werden darum jährlich 2,8 Mrd. Einweg-Kaffeebecher verbraucht, was einer Abfallmenge von 40.000 t entspricht.

#### Mahlzeiten vom Lieferservice
Bereits seit den 1980er Jahren gibt es in Deutschland Unternehmen, die auf Telefonanruf Pizza nach Hause liefern. Inzwischen gibt es in jeder Großstadt ein Angebot an Lieferservices, die auch z. B. asiatische Gerichte nach Hause, in Büros, zu Freizeitgeländen usw. bringen. Bestellungen werden telefonisch, über Websites oder Apps aufgegeben.

## Exotische Lebensmittel und Ethno-Food
In der Geschichte sind exotische Lebensmittel, die aus anderen Ländern mitgebracht wurden, häufig zu „Trendlebensmitteln“ geworden. Beispiele sind die Kartoffel oder Gewürze und Genussmittel, wie Kaffee und Kakao, aber auch Kaugummi.
Vor allem seit dem 20. Jahrhundert sind bestimmte Ernährungstrends auch mit beliebten Urlaubsländern verknüpft. So wurde die Zubereitung von Pizza in den 1950er und 1960er Jahren in Westdeutschland Mode. Die Verbreitung bestimmter ausländischer Lebensmittel und Zubereitungsarten wird vom Einzelhandel und der Gastronomie durch die Veranstaltung von sogenannten Länderwochen gefördert.

## Renaissance von in Vergessenheit geratenen Lebensmitteln
Gelegentlich kommen altbekannte, aber in Vergessenheit geratene Lebensmittel wieder in Mode. Manchmal spielt dabei auch die Einführung eines neuen Namens eine Rolle. So wurde die Rauke bereits im Mittelalter in Mitteleuropa angebaut, erlebt seit den 1980er Jahren jedoch unter dem italienischen Namen Rucola einen neuen Boom. Bei Grünkohl lässt sich eine ähnliche Entwicklung beobachten. Traditionell sind Anbau und Verzehr von Grünkohl eher auf Norddeutschland, die Niederlande und Teile Skandinaviens beschränkt, wo feste Bräuche wie das Grünkohlessen oder typische Rezepte wie Kohl und Pinkel existieren. Seit die Kohlsorte 2012 in den Vereinigten Staaten ein Comeback erlebte, findet sich auch in zahllosen Lebensmitteln auf dem deutschen Markt Grünkohl, oft unter dem amerikanischen Namen „Kale“.

## Einführung neuer Zubereitungsarten
Nicht nur Lebensmittel, sondern auch ihre Zubereitungsarten unterliegen der Mode. Dazu gehören z. B. das Niedrigtemperaturgaren, das Braten (statt Kochen) von Spargel, das „al dente“-Kochen von Teigwaren oder das abwechselnde Eingießen von italienischem Espresso und heißer Milch in ein dickwandiges Glas, was zum Getränk „Latte macchiato“ führt.
In der zweiten Hälfte des 20. Jahrhunderts hat der Konsum von Fertiggerichten stark zugenommen. Tiefkühlkost ersetzt mehr und mehr Konservendosen. Bei Tiefkühlsnacks ist der Absatz von 1995 bis 2005 um fast 300 % angestiegen.
Seit den 1960er Jahren werden Universalküchengeräte entwickelt, die konventionelle Küchenmaschinenfunktionen wie Mixen, Zerkleinern oder Rühren mit Koch- und Bratfunktionen verbinden.